# Kavzalni sistem
Kavzalni  sistem je sistem, kjer je izhod sistema odvisen od preteklih in trenutnih vhodov v sistem, ne pa tudi od bodočih vhodov. Npr. izhod {\displaystyle y(t_{0})} je odvisen od vhoda {\displaystyle x(t)} le pri časih {\displaystyle t\leq t_{0}}. Sistem, ki je do neke mere odvisen tudi od bodočih vhodov (poleg tistih iz preteklosti in sedanjosti) se imenuje nekavzalni sistem.